# Plegadora

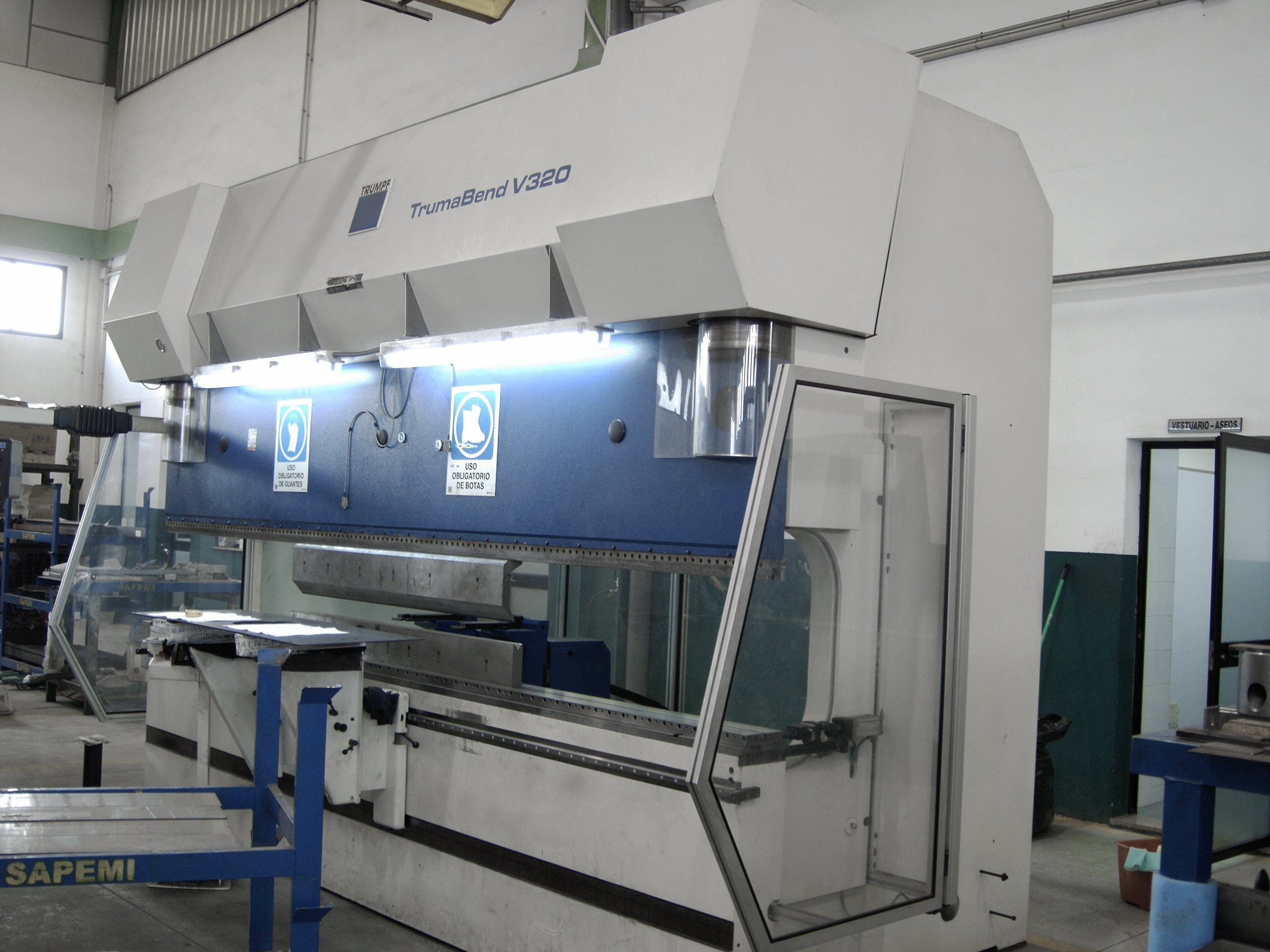
Plegadora de chapa

Las plegadoras son máquinas diseñadas especialmente para el plegado de chapas; estas máquinas efectúan varios tipos de plegado: plegado a fondo y plegado al aire, teniendo en cuenta el espesor de la chapa. Se clasifican dependiendo de la fuerza motriz con la que se produzca el plegado así como también de las diversas formas o actuación de las fuerzas del prensado. 
La estructura de estas máquinas están formadas por varios elementos ya sea por accionamiento mecánico como hidráulico, el más importante lo constituyen las piezas de actuación, alguna de estas máquinas permiten controlar la penetración del punzón.

## Definición
Es una máquina–herramienta diseñada para el doblado de chapa, son utilizadas normalmente para el trabajo en frío; estas son generalmente hidráulicas y mecánicas.

## Clasificación de plegadoras
Las prensas plegadoras se clasifican en:
- Prensas mecánicas
- Prensas hidráulicas
- Prensas hidráulico – mecánicas
- Prensas neumáticas

## Características de plegadora manual
Las características principales de todos los elementos básicos como los laterales, pisón y mordaza están diseñados en perfil tubular de fundición por lo que ofrecen una gran resistencia a la flexión.
Los radios interiores mínimos en los máximos espesores son de 1.5 veces el espesor de la chapa. Los bordes mínimos de plegado oscilan entre 6 o 7 veces su espesor.
Todos los órganos principales giran sobre cojinetes de bronce fosforoso de alta calidad y los husillos sobre cojinetes de bolas, lo que le da una facilidad de maniobra sin gran esfuerzo. Los tres principales elementos de la plegadora son desplazables lo que permite obtener los más variados perfiles.

## Ventajas
1. Las plegadoras de chapas son de fácil  manejo.
2. Su aplicación se generaliza a diversos sectores industriales y en la metalúrgica.